# جرالد میسون
جرالد میسون (انگلیسی: Gerald Mason؛ ۱۲ اوت ۱۸۷۷ – ۳۰ سپتامبر ۱۹۵۱) بازیکن لاکراس اهل بریتانیا بود.